# 高速機関
高速機関 （こうそくきかん）は、テーブルの各要素間の参照関係全てにポインタで関連付ける、独自のデータ構造とインデックス構造を持つメモリデータベース。

## 特徴
- 基幹DBと独立したデータ分析・バッチ実現ツール：DBMSを補完するプロダクト。
- 基幹DBとは、データ抽出、データ書き戻しで連携。
- 速度はRDBMSに比べて20倍程度。

## アプリケーションプログラミングインタフェース
- SQL-92に準拠
- ODBC、JDBC等
- ストアドプロシージャをサポート

## 特性
- 元のデータを1/2～数分の1まで圧縮することが可能。
- ログ情報を待機系のPCサーバに常時転送するので、常に最新の状態を保つことができる。

## 備考
- データの追加、削除等に伴い、データベースの再構築が必要になる場合がある。
- リカバリ機能あり。